# Río Arapey
El río Arapey Grande o río Arapey es un curso fluvial del Departamento de Salto que nace en la cuchilla de Haedo, próximo al límite departamental con Tacuarembó; cruza dicho departamento de este a oeste luego de recorrer 240 km desemboca en el río Uruguay, en el embalse de Salto Grande.
Está rodeado por un denso monte fluvial, en especial su tercio terminal.

## Etimología
Hay tres posibles orígenes del nombre del río, los cuales probablemente sean de origen guaraní:
1- La primera afirma que deriva de Arapé, el nombre de un cacique y el sufijo -i que significa "río" o "corriente de agua", por lo tanto su significado sería "agua que baña los dominios del cacique Arapé".
2- Otros afirman que derivaría de Arapé-i; de Arapé, "árbol espinoso", é i, "río"; de modo que Arapey sería "río de aquellos árboles", o "río de los arapé".
3- Además hay quienes afirman que Arapey significa «río en que navegan muchas canoas».

## Galería de imágenes

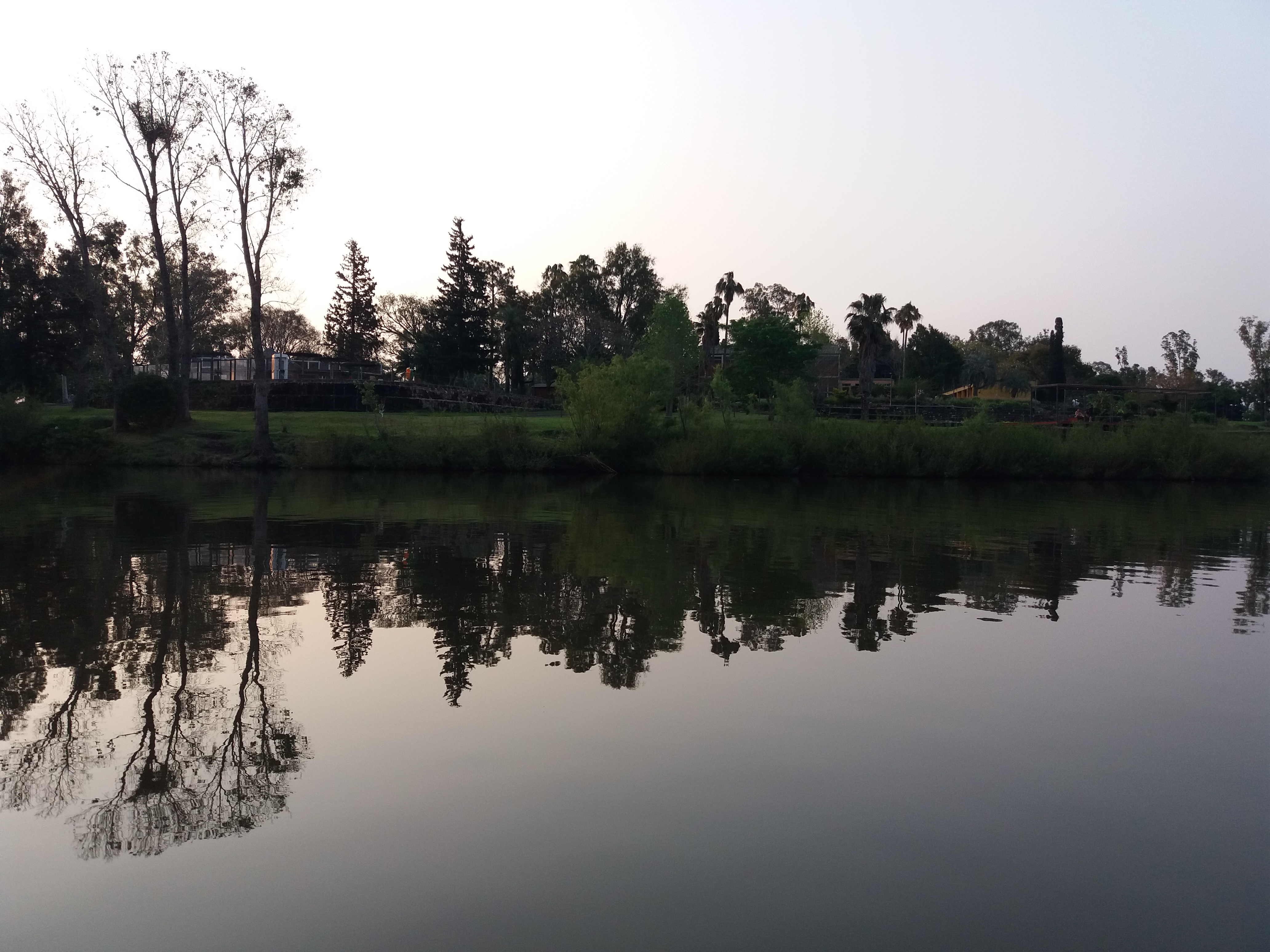
Río Arapey. Termas del Arapey 2

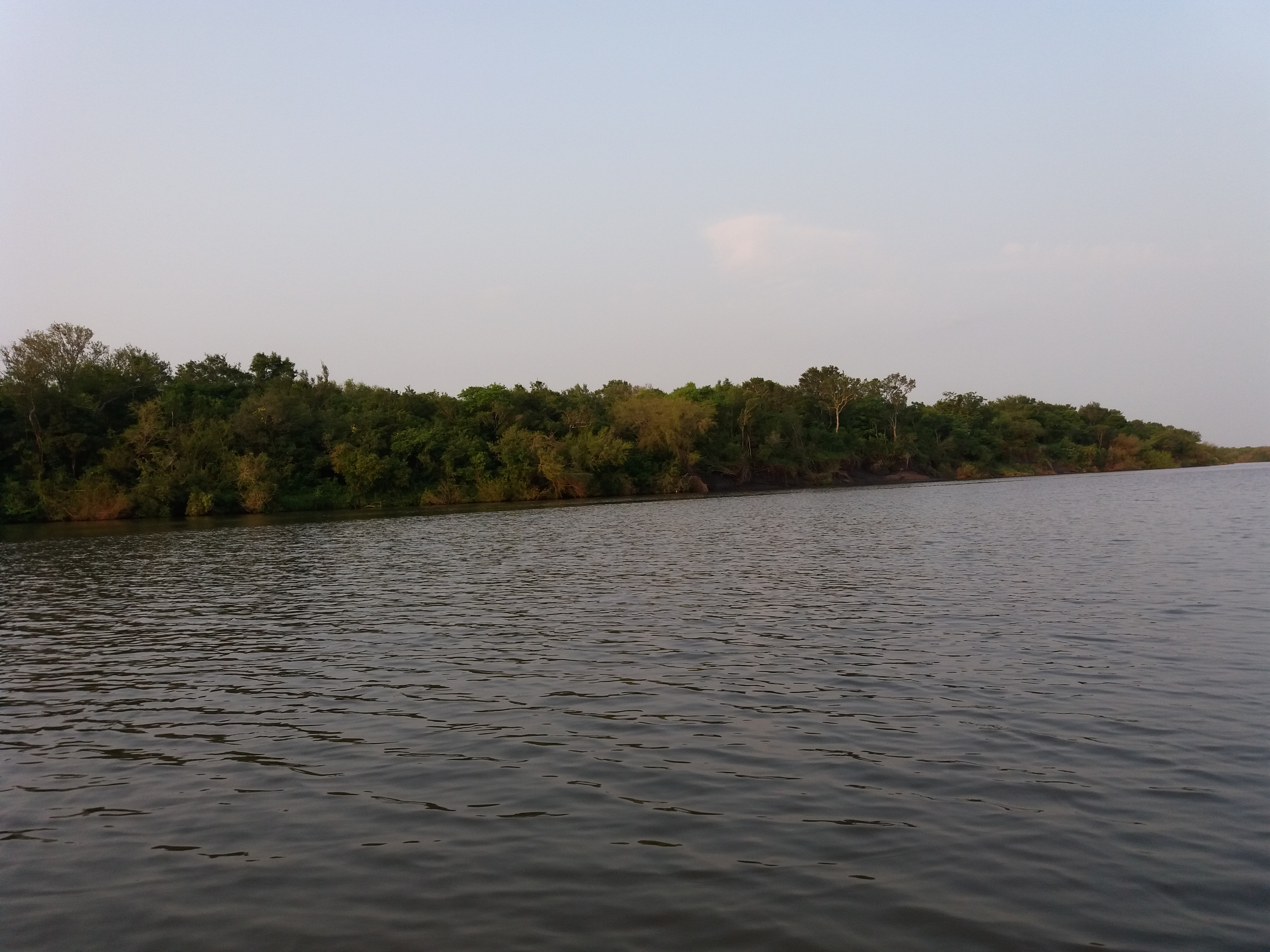
Río Arapey grande

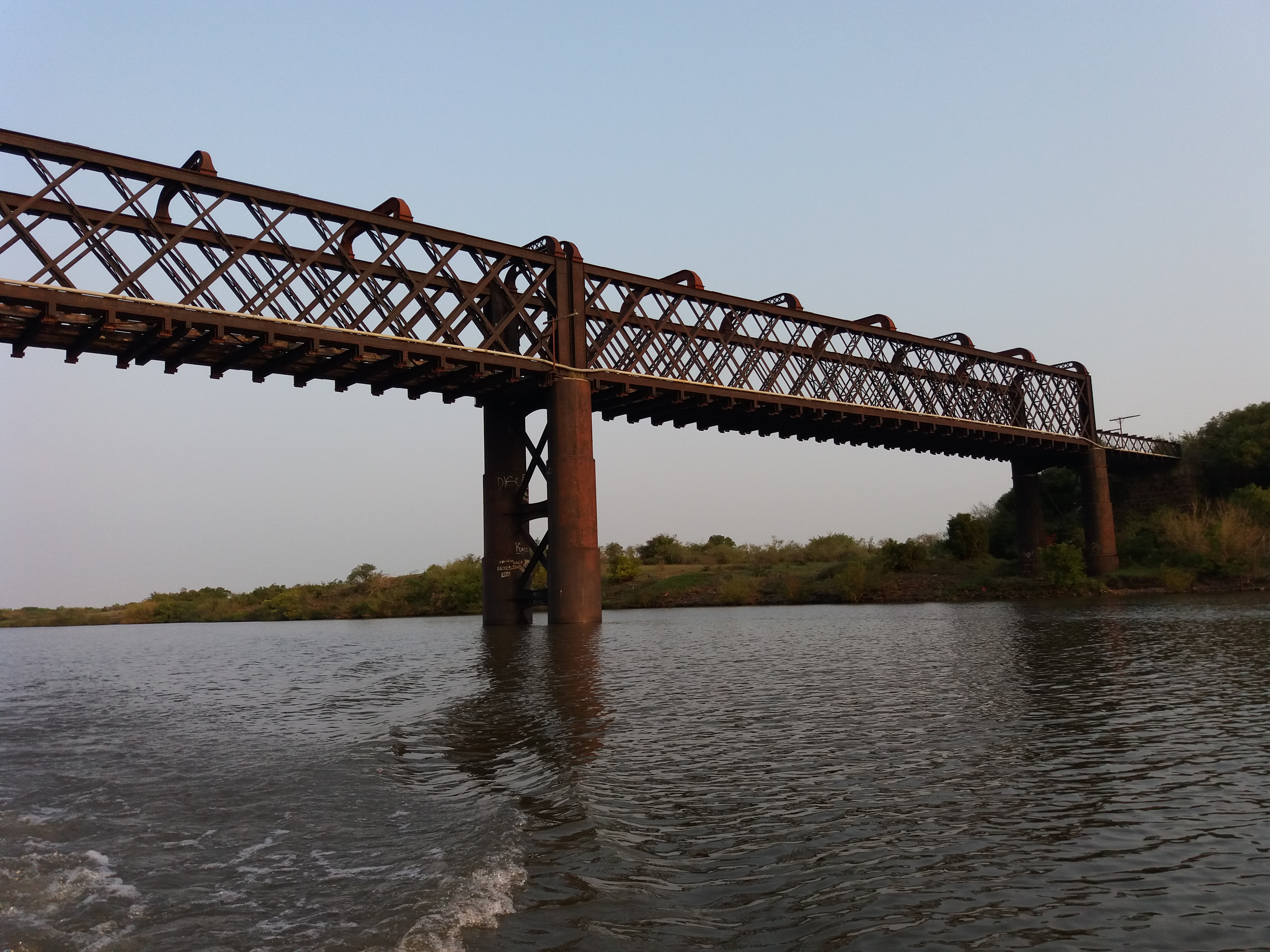
Puente ferroviario en el río Arapey 2